# Coenotephria albomarginata
Coenotephria albomarginata là một loài bướm đêm trong họ Geometridae.